# Abdel Hamid Dbeibah
Abdel Hamid Dbeibah ou Abdelhamid Dabaiba (arabe : عبد الحميد الدبيبة), né le 13 février 1959 à Misrata, est un homme d'État libyen.

## Biographie
Né le 13 février 1959 à Misrata, il se présente comme titulaire d'un master en planification et techniques du bâtiment de l'université de Toronto. Cependant, lors d'une enquête interne en 2021, l'université de Toronto ne parvient pas à trouver de preuve que Dbeibah ait suivi des cours dans ses formations.
Avant sa carrière d'homme politique, Dbeibeh est le manager du club de football Al-Ittihad.
Dbeibeh est décrit comme un indépendant. Cependant, il a la réputation d'être très proche de la Turquie du président Recep Tayyip Erdoğan et de l'organisation internationale des Frères musulmans. En 2020, il fonde le mouvement Libye du futur.
Le 5 février 2021, il est choisi par le Forum de dialogue politique libyen (LPDF) parrainé par l'ONU pour succéder à Fayez el-Sarraj au poste de Premier ministre mais il doit cependant obtenir la confiance du Parlement sous 21 jours.
Dbeibeh a été accusé d'avoir tenté de corrompre certains des délégués du LPDF via son cousin, le riche homme d'affaires Ali al-Dbeibeh. Sa liste a obtenu 39 voix, cinq de plus que celle d'Aguila Saleh Issa et de Fathi Bachagha. Cette dernière était perçue comme étant favorisée par les États-Unis, mais l'ambassadeur américain a nié toute tentative d'influencer le processus électoral.
Le 10 mars 2021, à l'issue d'une session parlementaire de trois jours tenue à Syrte, son gouvernement obtient la confiance de la Chambre des représentants. Après avoir pris ses fonctions le 13 mars, son gouvernement est assermenté le 15 mars suivant.
Le 21 septembre 2021, il fait face à une motion de censure votée par 89 députés sur les 113 présents.
En novembre 2021, Abdel Hamid Dbeibah présente sa candidature à l'élection présidentielle avortée de décembre.
La Chambre des représentants annonce son remplacement pour le 8 février 2022. Le 10 février, il est victime d'une tentative d'assassinat, son convoi essuyant des tirs. Le jour même, le Parlement élit Fathi Bachagha pour lui succéder. Il refuse cependant de quitter le pouvoir, estimant que son mandat court jusqu'en juin 2022 et qu'il ne transférera le pouvoir qu'à un exécutif élu,. Fin février, Dbeibah annonce des législatives pour fin juin 2022. Bachagha obtient la confiance de la Chambre des représentants le 1er mais Dbeibah refuse de lui céder le pouvoir, estimant que le quorum n'a pas été atteint et que des fraudes ont eu lieu.
En janvier 2024, Dbeibah soutient l'idée de restauration de la monarchie constitutionnelle en la personne du prince Sidi Mohammed El-Senussi, prétendant au trône et petit-fils du roi Idris Ier, afin de résoudre l'impasse politique dans le pays,.